# Pseudidmonea gracilis
Pseudidmonea gracilis is een mosdiertjessoort uit de familie van de Pseudidmoneidae. De wetenschappelijke naam van de soort is voor het eerst geldig gepubliceerd in 1968 door Androsova.